# Pleurogrammus azonus
Pleurogrammus azonus är en fiskart som beskrevs av Jordan och Metz, 1913. Pleurogrammus azonus ingår i släktet Pleurogrammus och familjen Hexagrammidae. Inga underarter finns listade i Catalogue of Life.